# Стёпин, Анатолий Михайлович
Анатолий Михайлович Стёпин (20 июля 1940, Москва — 7 ноября 2020, там же) — советский и российский математик, лауреат премии имени А. Н. Колмогорова, заслуженный профессор Московского университета.

## Биография
Родился 20 июля 1940 года в Москве.
В 1965 году окончил механико-математический факультет МГУ.
В 1968 году защитил кандидатскую диссертацию, тема «Применение метода аппроксимации динамических систем периодическими в спектральной теории», а в 1986 году — докторскую диссертацию, тема «Спектральные и метрические свойства динамических систем и групп преобразований». В 1993 году присвоено учёное звание профессора.
С 1993 года преподавал на кафедре теории функций и функционального анализа механико-математического факультета МГУ.
Заслуженный профессор Московского университета (2009).

## Награды
- Заслуженный работник высшей школы Российской Федерации (26 августа 2016 года) — за большой вклад в развитие науки, образования, подготовку квалифицированных специалистов и многолетнюю добросовестную работу[2]
- Премия имени А. Н. Колмогорова (совместно с Б. М. Гуревичем и В. И. Оселедцем, за 2009 год) — за цикл работ «Эргодическая теория и смежные вопросы»
- Премия Московского математического общества